# Cezary Siess
Cezary Siess   (Gdańsk, 15 de març de 1968) és un tirador d'esgrima polonès, ja retirat, guanyador d'una medalla olímpica.
El 1988 va prendre part en els Jocs Olímpics d'Estiu de Seül, on disputà dues proves del programa d'esgrima. En la prova d'espasa per equips fou desè, mentre en la d'espasa individual fou quaranta-tresè. Quatre anys més tard, als Jocs de Barcelona, guanyà la medalla de bronze en la prova del floret per equips del programa d'esgrima.
En el seu palmarès també destaca una medalla de plata en el Campionat del món d'esgrima de 1990, i una medalla de bronze en les Universíades de 1991. A nivell nacional guanyà un campionat polonès individual, el 1990.